# Презена
Презе́на (італ. Ghiacciaio Presena) — льодовик в гірському масиві Презанелла, що в Альпах на півночі Італії. Його околиці відомі чудовими гірськолижними курортами.
З снігу льодовика під час відлиги розкопано залишки італійських та австрійських солдатів, які воювали в Першій світовій війні.